# Boulleville
Boulleville és un municipi francès situat al departament de l'Eure i a la regió de Normandia. L'any 2007 tenia 892 habitants.

## Demografia

### Població
El 2007 la població de fet de Boulleville era de 892 persones. Hi havia 305 famílies, de les quals 47 eren unipersonals (34 homes vivint sols i 13 dones vivint soles), 89 parelles sense fills, 152 parelles amb fills i 17 famílies monoparentals amb fills.
La població ha evolucionat segons el següent gràfic:
Habitants censats

### Habitatges
El 2007 hi havia 359 habitatges, 309 eren l'habitatge principal de la família, 40 eren segones residències i 10 estaven desocupats. 349 eren cases i 11 eren apartaments. Dels 309 habitatges principals, 202 estaven ocupats pels seus propietaris, 103 estaven llogats i ocupats pels llogaters i 4 estaven cedits a títol gratuït; 2 tenien una cambra, 19 en tenien dues, 40 en tenien tres, 95 en tenien quatre i 153 en tenien cinc o més. 262 habitatges disposaven pel capbaix d'una plaça de pàrquing. A 135 habitatges hi havia un automòbil i a 164 n'hi havia dos o més.

### Piràmide de població
La piràmide de població per edats i sexe el 2009 era:
| Homes | Edats   | Dones |
| ----- | ------- | ----- |
| 0     | 95 o +  | 0     |
| 0     | 90 a 94 | 0     |
| 4     | 85 a 89 | 12    |
| 4     | 80 a 84 | 12    |
| 8     | 75 a 79 | 8     |
| 16    | 70 a 74 | 4     |
| 20    | 65 a 69 | 24    |
| 20    | 60 a 64 | 16    |
| 8     | 55 a 59 | 12    |
| 20    | 50 a 54 | 4     |
| 32    | 45 a 49 | 24    |
| 32    | 40 a 44 | 48    |
| 32    | 35 a 39 | 36    |
| 28    | 30 a 34 | 28    |
| 28    | 25 a 29 | 32    |
| 12    | 20 a 24 | 16    |
| 32    | 15 a 19 | 24    |
| 44    | 10 a 14 | 24    |
| 36    | 5 a 9   | 24    |
| 36    | 0 a 4   | 16    |

## Economia
El 2007 la població en edat de treballar era de 580 persones, 448 eren actives i 132 eren inactives. De les 448 persones actives 414 estaven ocupades (238 homes i 176 dones) i 34 estaven aturades (13 homes i 21 dones). De les 132 persones inactives 34 estaven jubilades, 45 estaven estudiant i 53 estaven classificades com a «altres inactius».

### Ingressos
El 2009 a Boulleville hi havia 337 unitats fiscals que integraven 959,5 persones, la mediana anual d'ingressos fiscals per persona era de 18.111 €.

### Activitats econòmiques
Dels 57 establiments que hi havia el 2007, 1 era d'una empresa extractiva, 8 d'empreses de fabricació d'altres productes industrials, 12 d'empreses de construcció, 12 d'empreses de comerç i reparació d'automòbils, 6 d'empreses de transport, 3 d'empreses d'hostatgeria i restauració, 5 d'empreses financeres, 2 d'empreses immobiliàries, 6 d'empreses de serveis i 2 d'entitats de l'administració pública.
Dels 13 establiments de servei als particulars que hi havia el 2009, 2 eren tallers de reparació d'automòbils i de material agrícola, 2 paletes, 1 guixaire pintor, 5 fusteries, 2 electricistes i 1 empresa de construcció.
L'únic establiment comercial que hi havia el 2009 era una sabateria.
L'any 2000 a Boulleville hi havia 15 explotacions agrícoles que ocupaven un total de 284 hectàrees.

## Equipaments sanitaris i escolars
El 2009 hi havia una escola elemental integrada dins d'un grup escolar amb les comunes properes formant una escola dispersa.

## Poblacions més properes
El següent diagrama mostra les poblacions més properes.